# Without You (Hinder)
Without You è il secondo singolo estratto dall'album della rock band statunitense Hinder, Take It to the Limit. È uscito come digital download il 23 settembre 2008. Il video musicale per "Without You" ha come protagonisti Kellan Lutz di Twilight e Aimee Teegarden di Friday Night Lights. "Interpreto il cattivo ragazzo", ha dichiarato Lutz a MTV. "Aimee è la dolce cheerleader che non dovrebbe stare con me. La trascino lontano dalla retta via finché non si libera di me, e la sua vita imbocca finalmente la giusta direzione. Lei si diploma e trova un buon posto di lavoro, mentre io rimango nella polvere."